# Кип (Хорватія)
45°33′ пн. ш. 17°12′ сх. д. / 45.55° пн. ш. 17.2° сх. д.
Кип (хорв. Kip) — населений пункт у Хорватії, у Б'єловарсько-Білогорській жупанії у складі громади Сірач.

## Населення
Населення за даними перепису 2011 року становило 148 осіб.
Динаміка чисельності населення поселення: